# 우체국

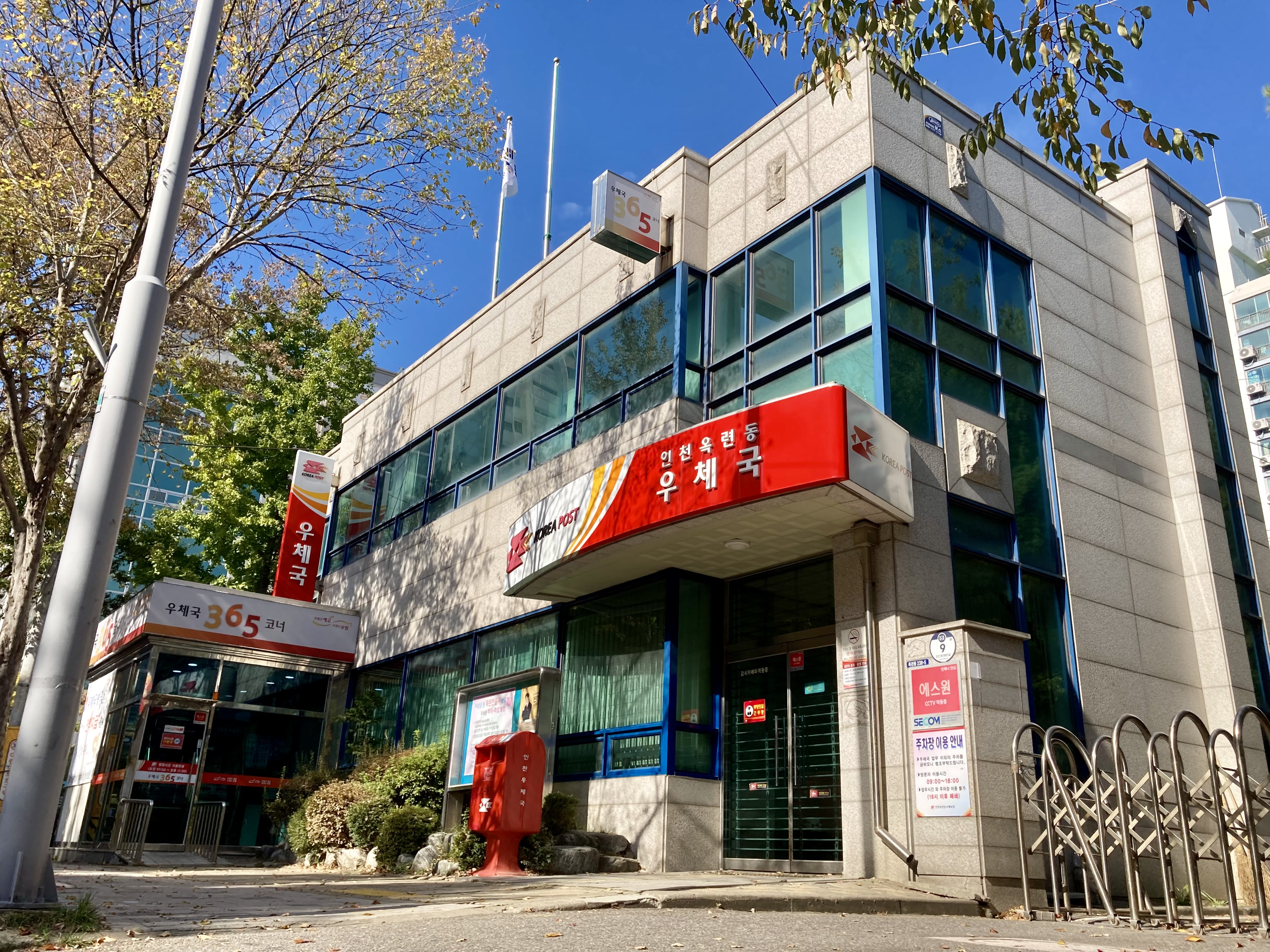
인천광역시 옥련동 우체국

우체국(郵遞局, 문화어: 체신소(遞信所), 영어: post office) 또는 우정국(郵政局)은 우편물의 접수·운송·배달과 같은 우정 사업을 수행하는 기관이다. 나라에 따라서 예금이나 보험 등 금융 업무를 함께 수행하기도 한다.

## 대한민국의 우체국

### 설치 기준
전국을 9개 권역으로 구분하여 지방우정청을 두고 있다. 행정구역상 시·군·구 등의 기초지방자치단체 단위로 총괄 우체국(총괄국)을 설치하고, 관할인구, 관할구역, 인근국과의 거리 등을 고려하여 읍·면·동 단위나 대학교 단위로 일반 우체국을 설치한다. 총괄국의 국장은 서기관(4급) 또는 사무관(5급)이고, 일반 우체국의 국장은 주사(6급) 또는 주사보(7급)이다. 250여개의 총괄국을 포함한 2,000여개 우체국 외에, 우정 업무를 위임 받은 별정우체국(별정국)과 우편 업무만을 취급하는 우편취급국(취급국), 출장소가 1,600여개 있다.
총괄국은 창구 업무와 우편물의 집배(수집 및 배달) 업무를 동시에 담당하며, 일반적으로 영업과 우편물류 조직을 가지고 있다. 관할 지역이 큰 경우, 관내국 중 일부에 추가로 집배업무를 할당하기도 한다. 집배 업무를 담당하는 우체국은 집배국이라 부르고, 집배 업무가 없는 우체국은 무집배국이라 부른다.

### 종류
우체국은 집배 업무의 취급 여부에 따라 집배국과 무집배국으로 나뉜다. 국장의 직위에 따라서는 서기관국(4급), 사무관국(5급), 주사국(6급), 주사보국(7급)으로 나뉘며, 기능에 따라서는 우체국을 관할하는 지방우정청과 우편물의 구분 및 물류 업무를 담당하는 우편집중국, 집배국·무집배국 등으로 나뉜다. 설립 주체에 따라서는 (일반)우체국과 별정우체국, 우편취급국, 대형 기관이나 건물의 요청에 따라 무상조건으로 설치하는 무상임차국 등으로 나뉜다.

#### 별정우체국
별정우체국은 과학기술정보통신부장관(우정사업본부장에게 위임)의 지정을 받아 자기의 부담으로 청사(廳舍)와 그 밖의 시설을 갖추고 국가로부터 위임받은 체신(遞信) 업무를 수행하는 우체국이다. 1961년에 1면1국 설치방침에 따라 개수를 맞추기 위하여 설치하기 시작해, 1966년에 설치를 완료하였다. 이후에는 신규 설치가 없다. 별정우체국 지정 신청인은 일반적인 국가공무원의 자격을 갖추어야 하고, 일정한 자산을 보유해야 한다. 또한 시설도 일정 기준을 만족하여야 설치할 수 있다.
별정우체국장, 사무원(창구에서 우편과 금융일을 하는 노동자, 국영우체국의 계리원), 집배원은 공무원은 아니지만 공무원과 같은 일을 하며 일반적인 대우도 비슷하다. 참고로 사무원과 집배원은 별정우체국장이 채용하다가, 2014년 현재는 지방우정청에서 채용하고 있다. 별정우체국연합회가 구성되어 있다.

#### 우편취급국
우편취급국은 과학기술정보통신부장관(우정사업본부장에게 위임)이 우체국 창구업무의 일부를 일정한 자격을 갖춘 자에게 위탁한 우체국이다. 우체국 설치가 어려운 아파트 단지, 학교, 병원, 공단구내 등과 농어촌 집단부락 및 도서지역 등에 설치하는 것으로 거의 대부분의 우편취급국은 우편업무(우편물의 접수, 우표판매 등)만 취급하고 금융업무는 취급하지 않는다. 본래 명칭은 우편취급소라는 명칭을 사용했으나 2008년 5월 6일 대통령령 제20601호 '정보통신부와 그 소속기관 직제'의 개정으로 우편취급국으로 변경되었다.
한국의 우체국 사진

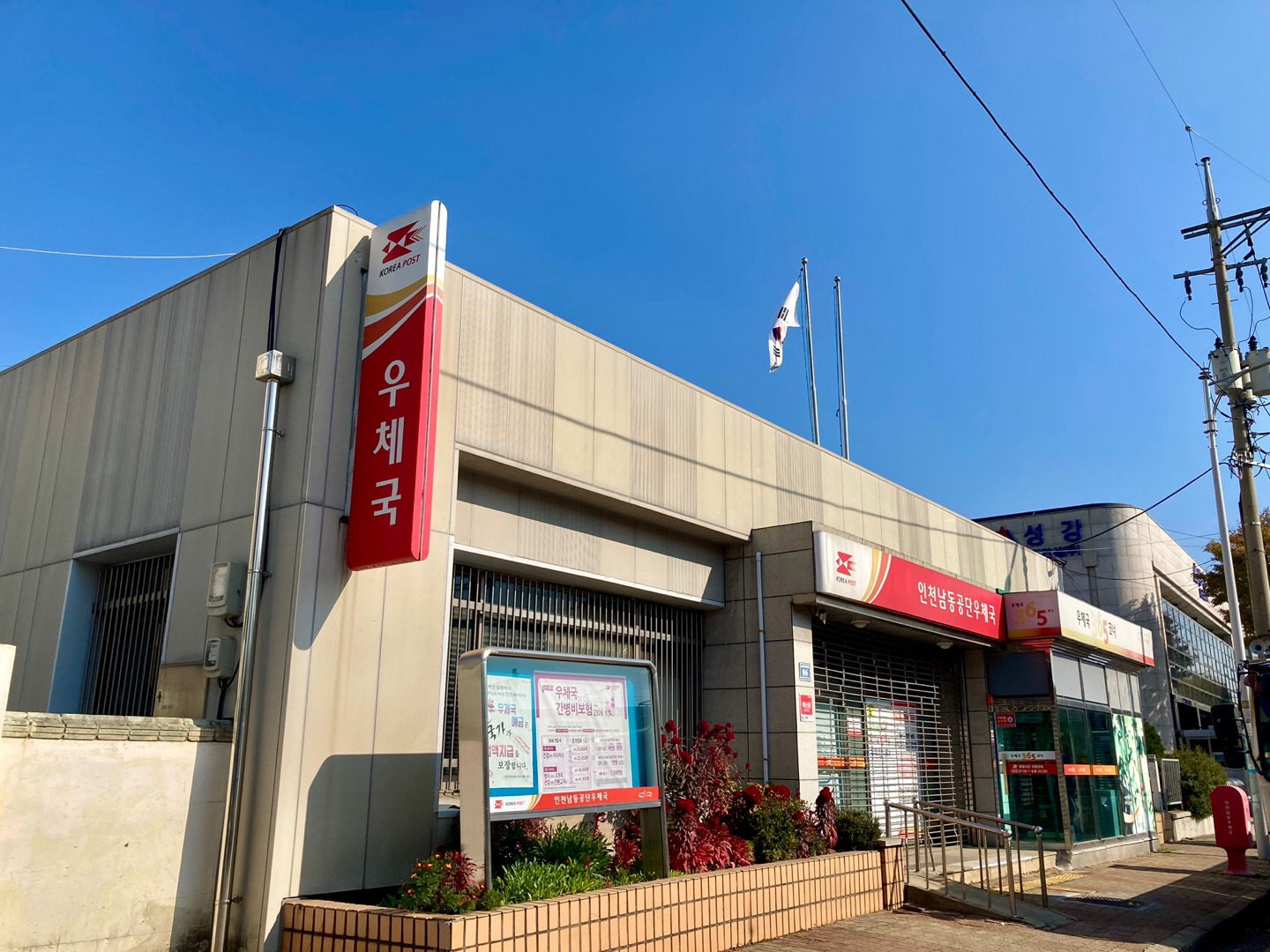
인천남동공단 우체국
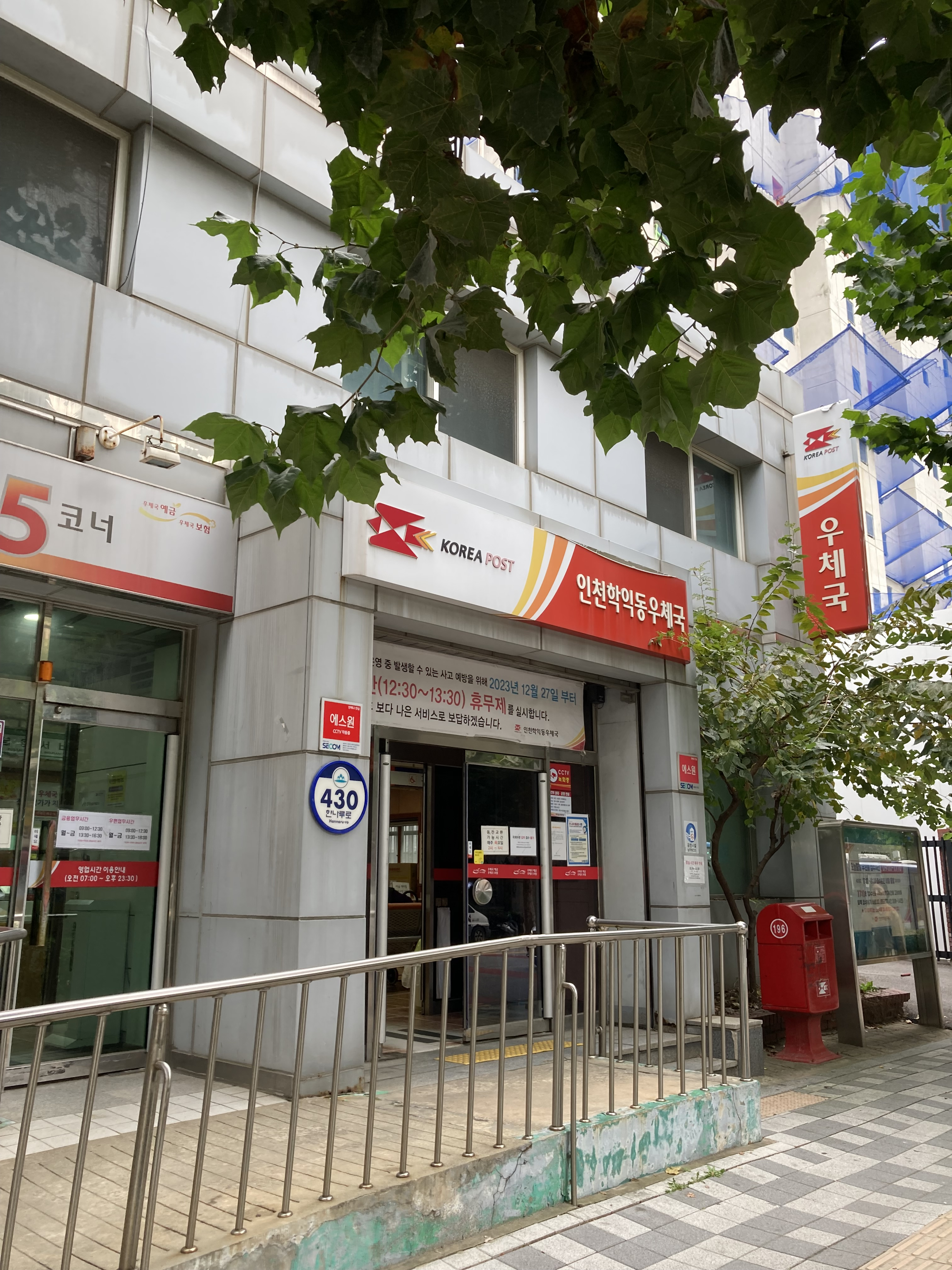
인천학익동우체국
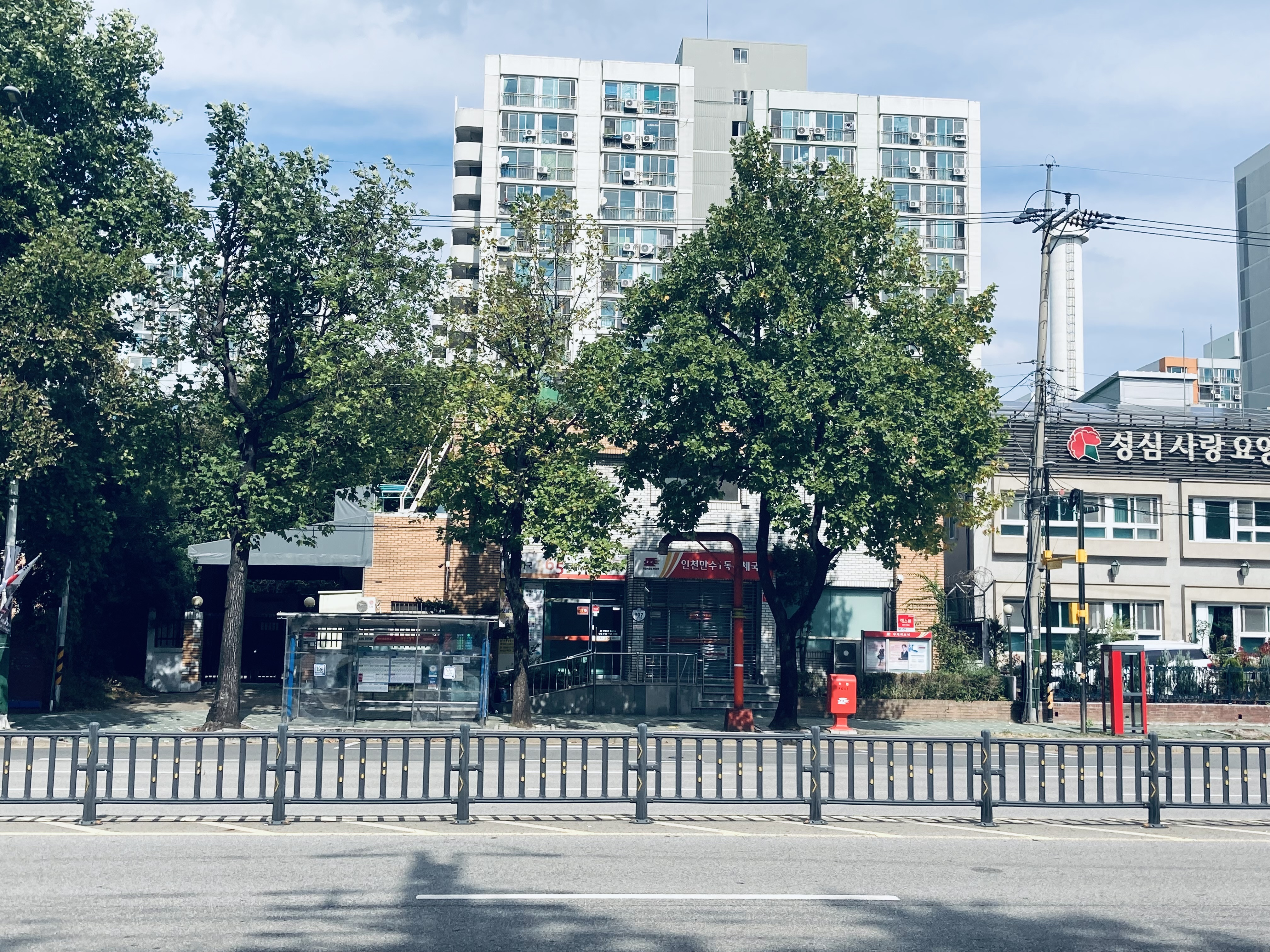
만수1동우체국
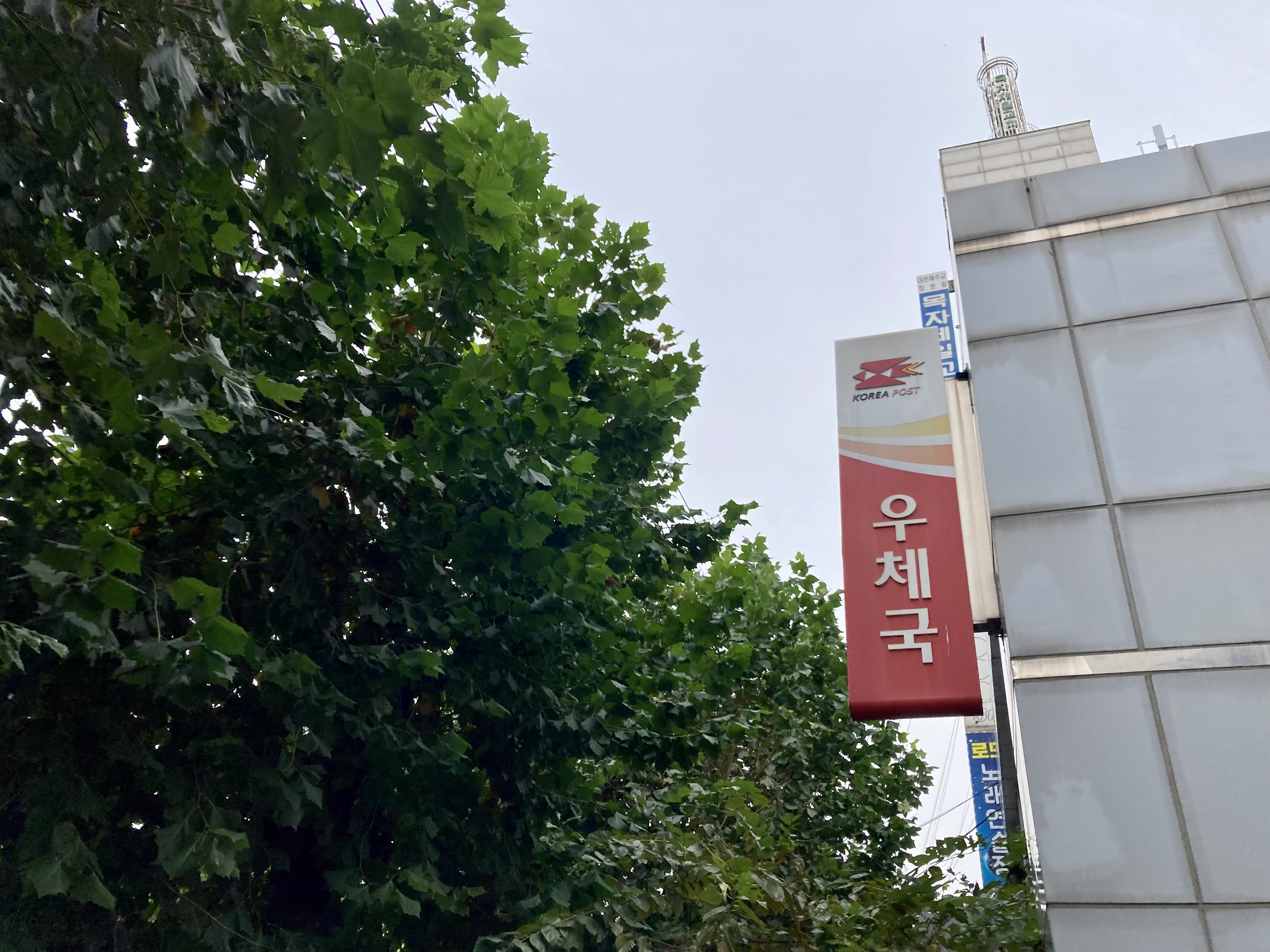
인천학익동우체국 간판
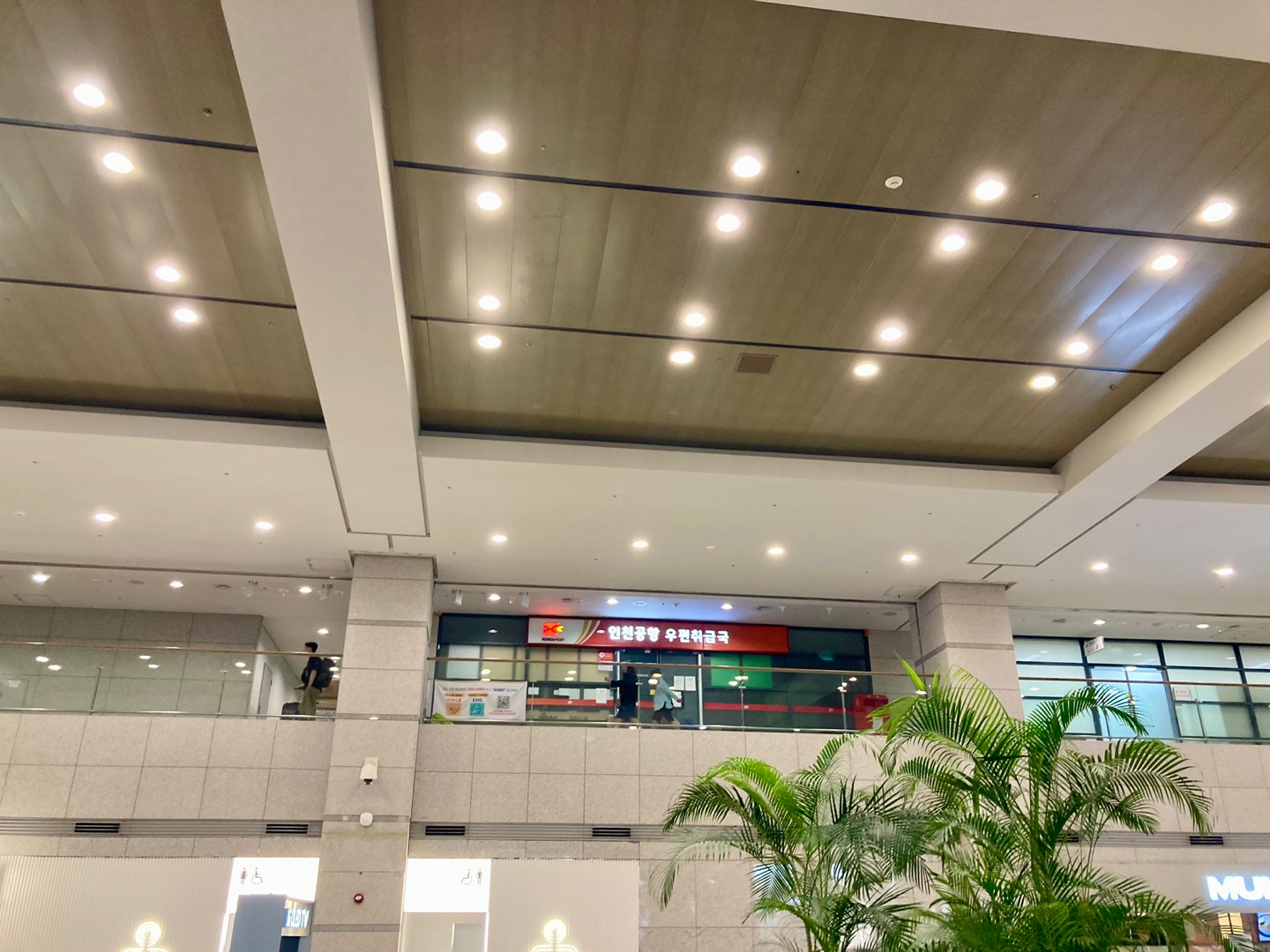
인천공항T1우체국
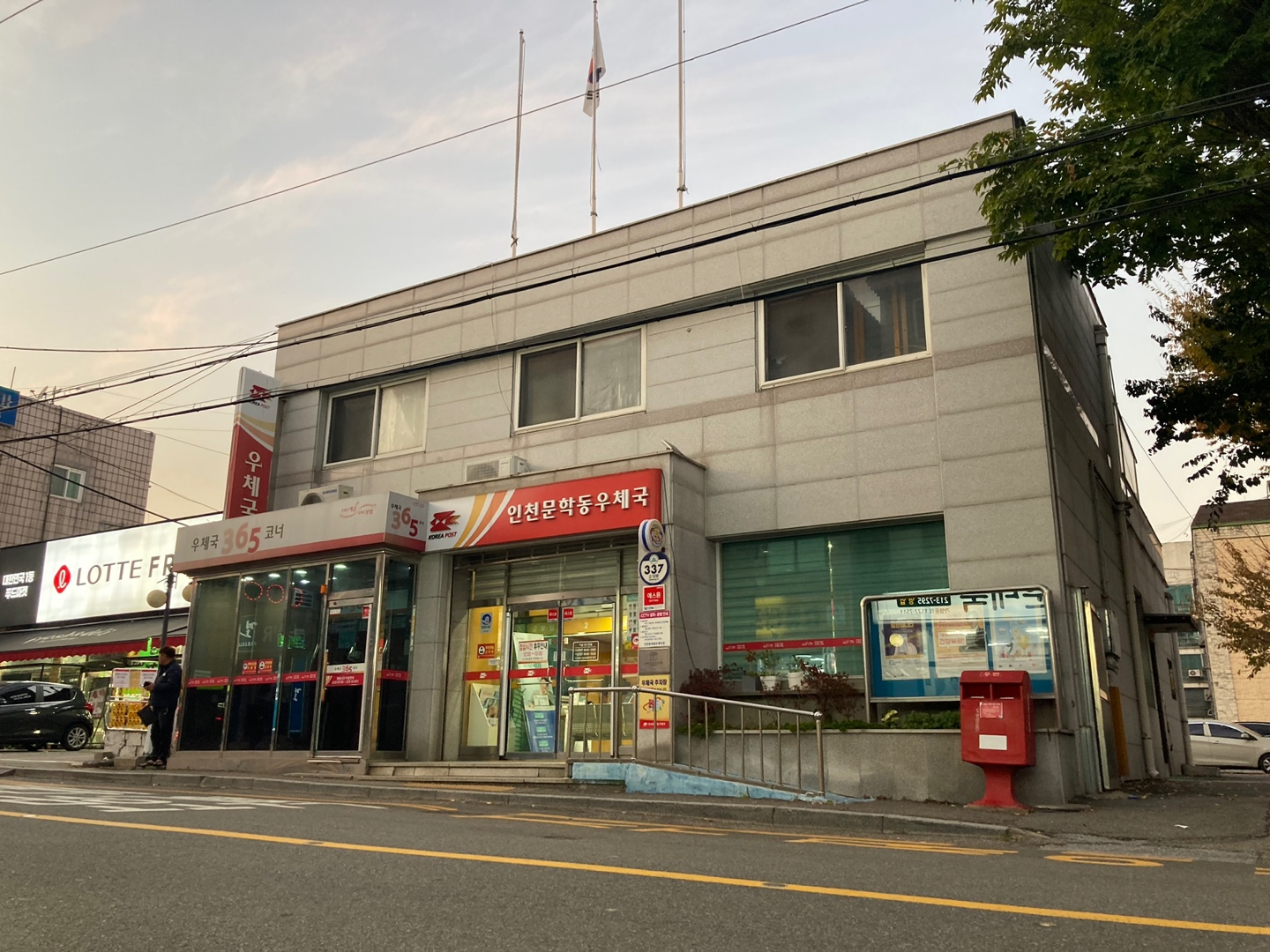
인천문학우체국
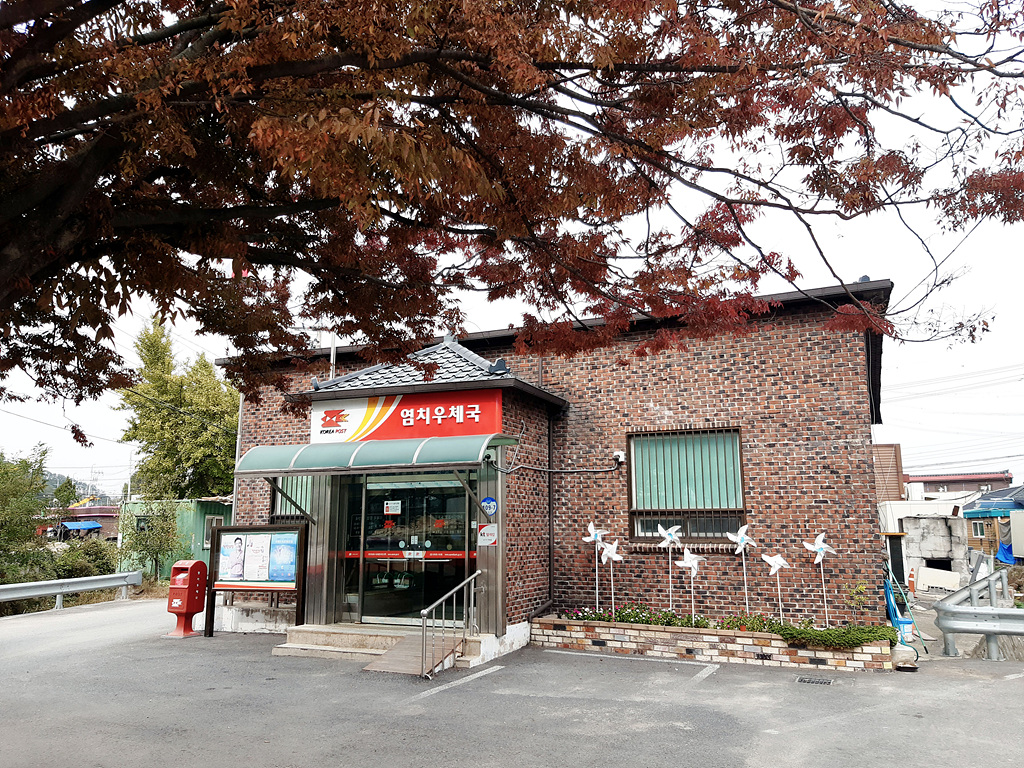
아산염치우체국
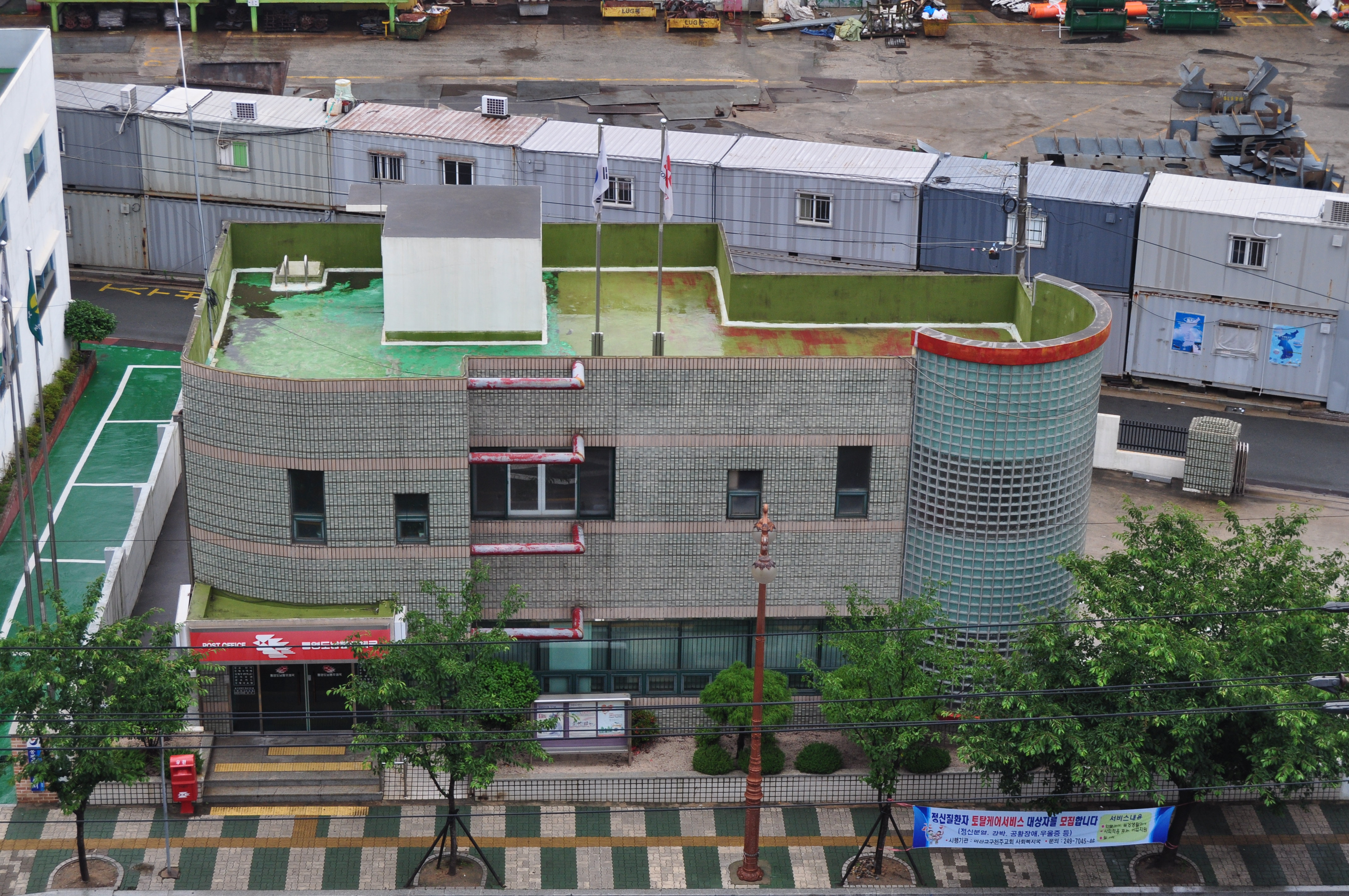
경남통영 우체국
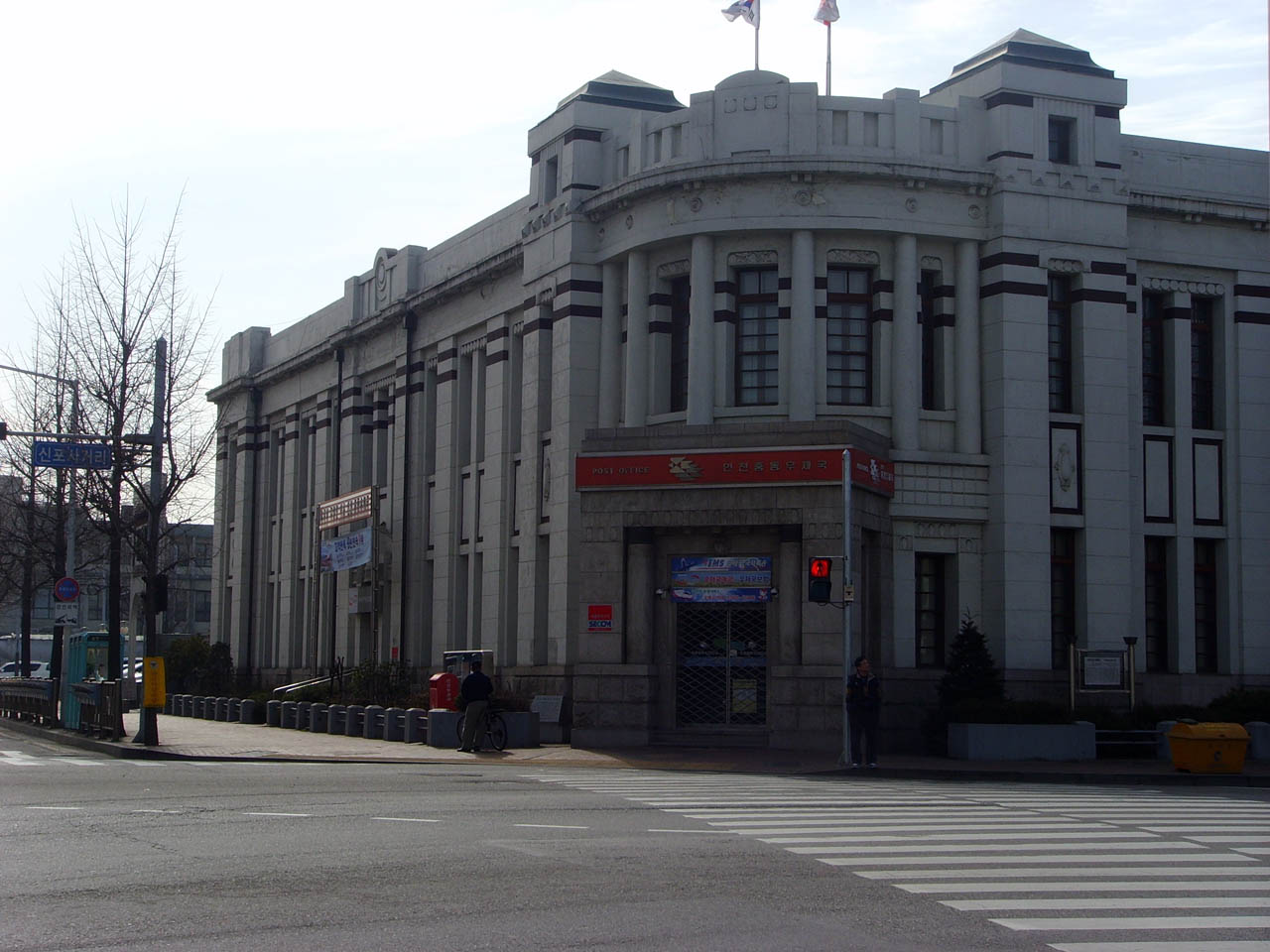
인천중동 우체국(구, 인천우체국)
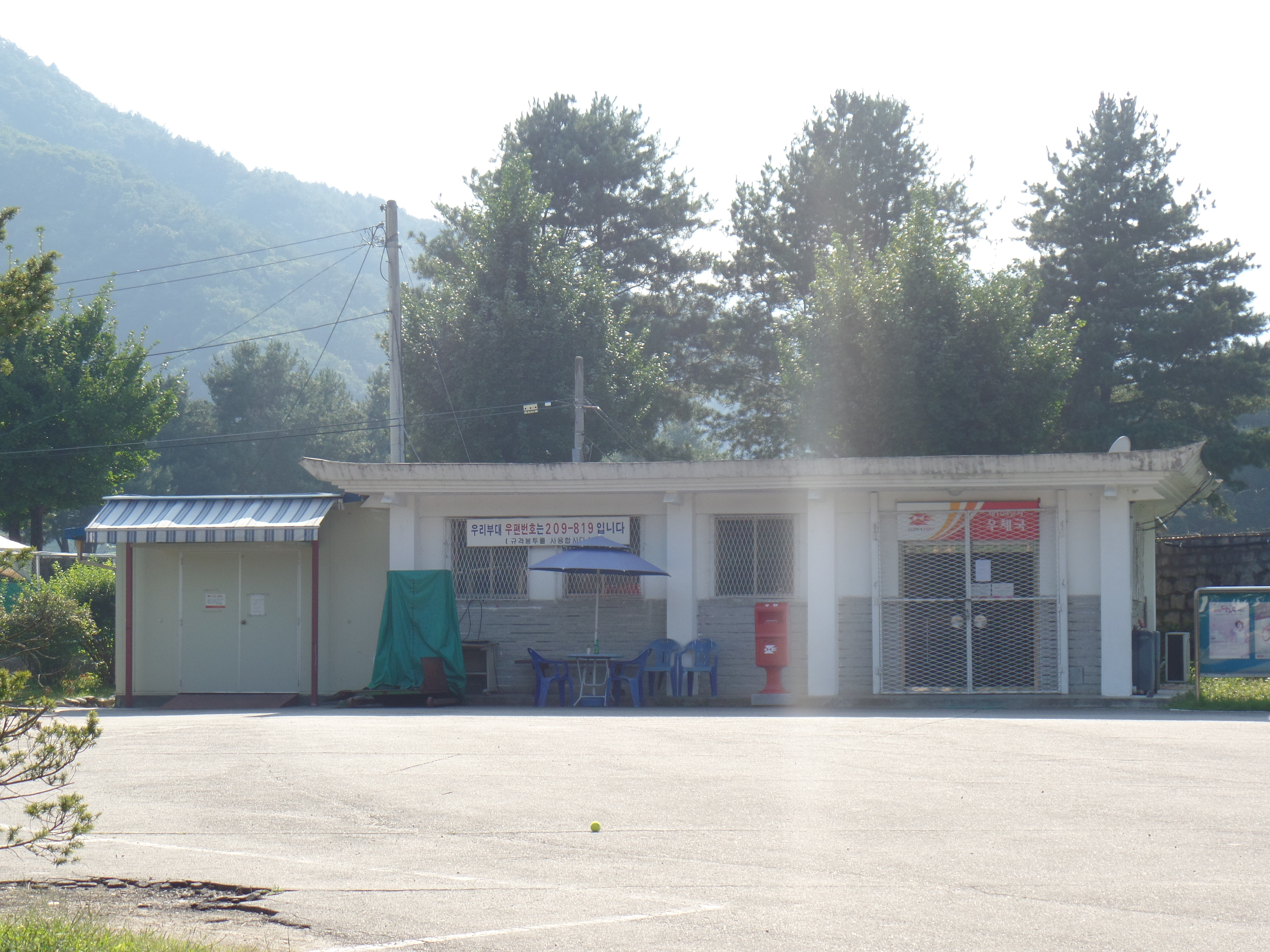
강원도화천 군사우체국
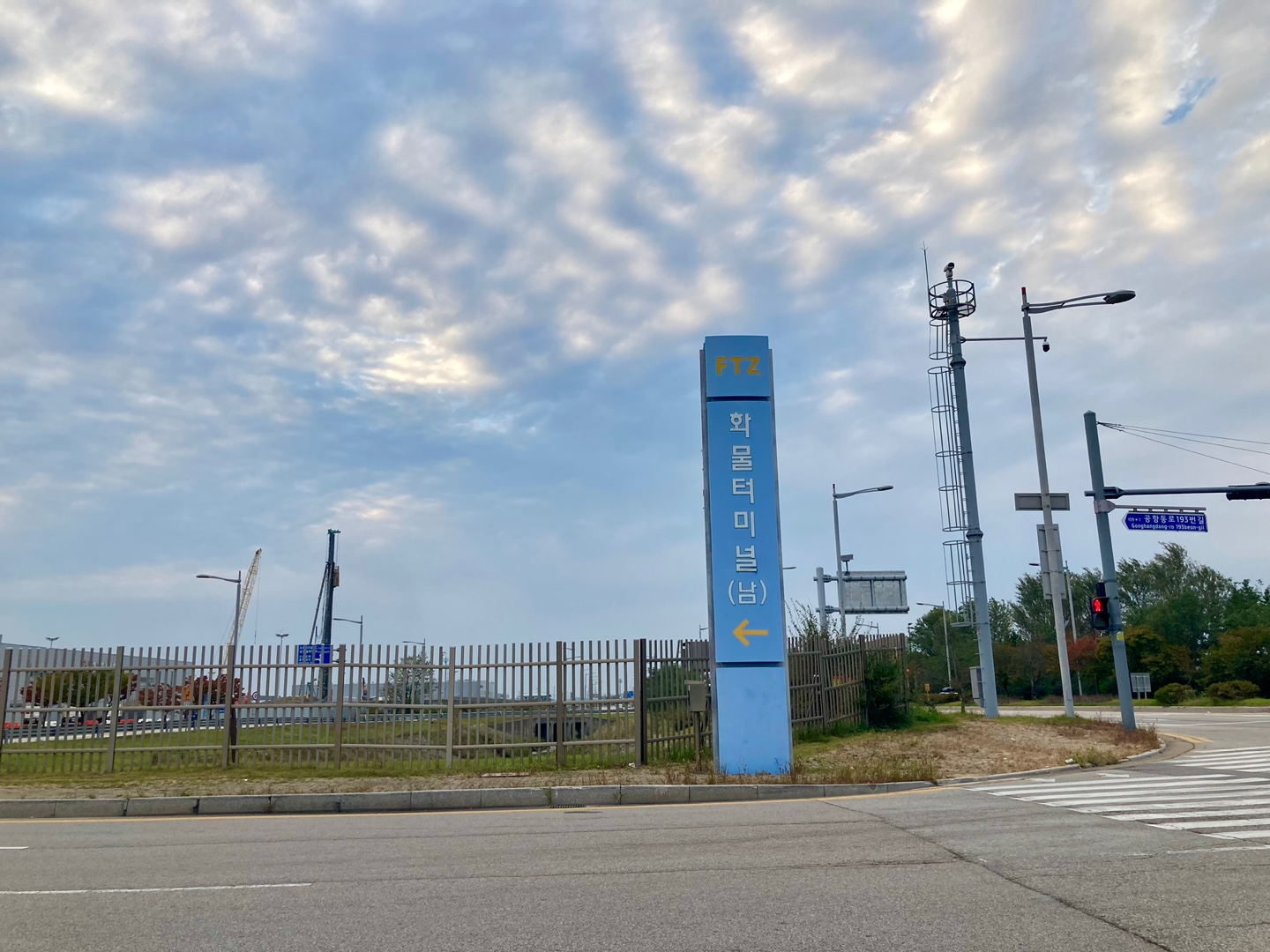
인천공항화물터미널(화물우체국)
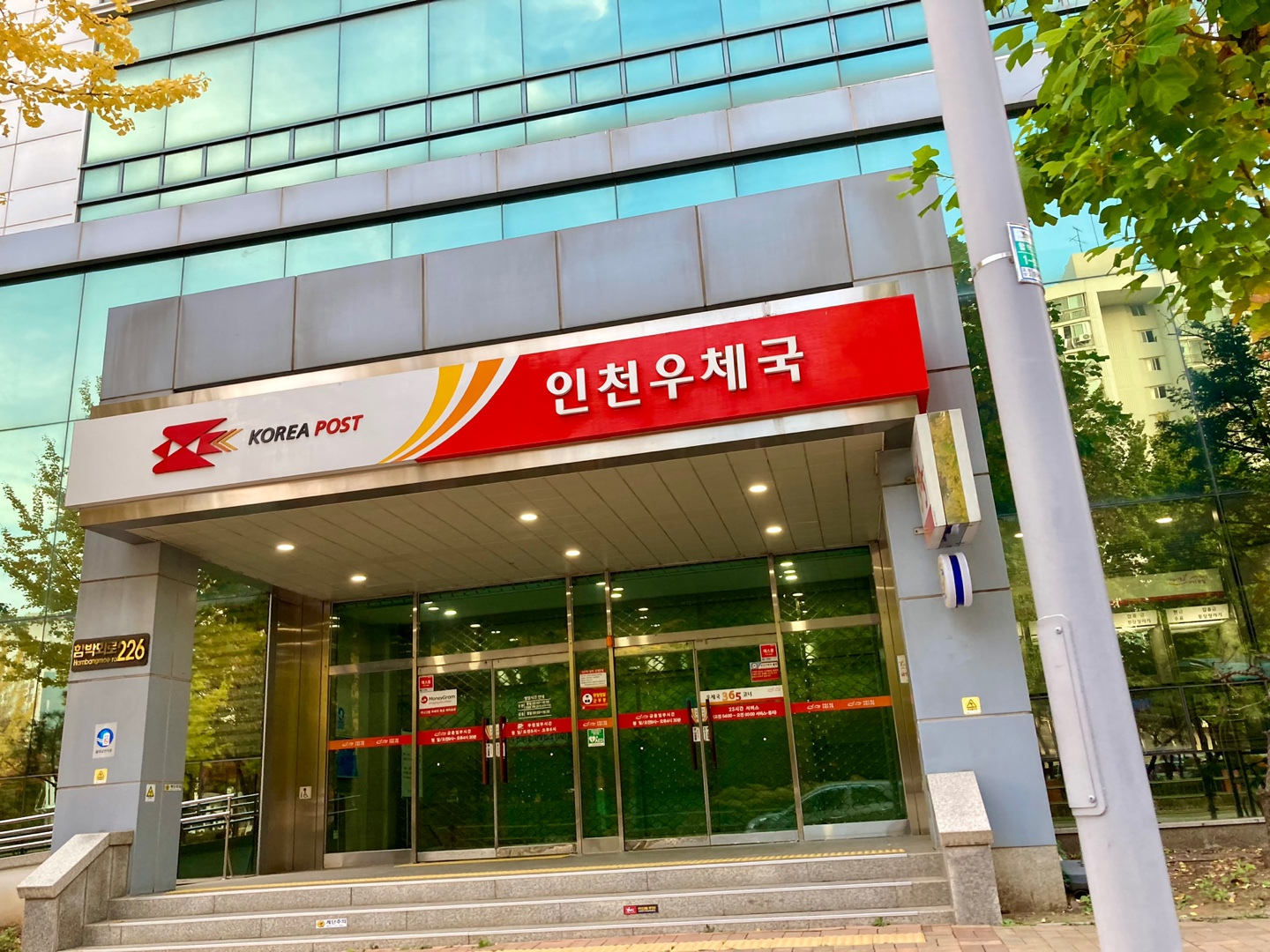
인천 우체국
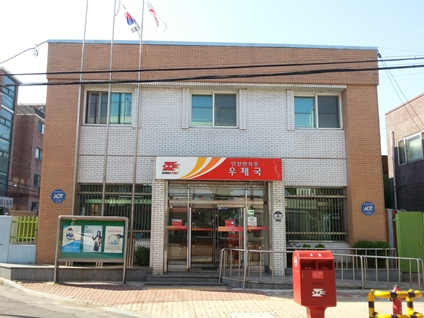
인천만석동 우체국
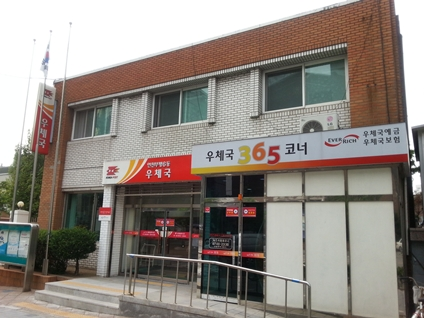
부평6동 우체국
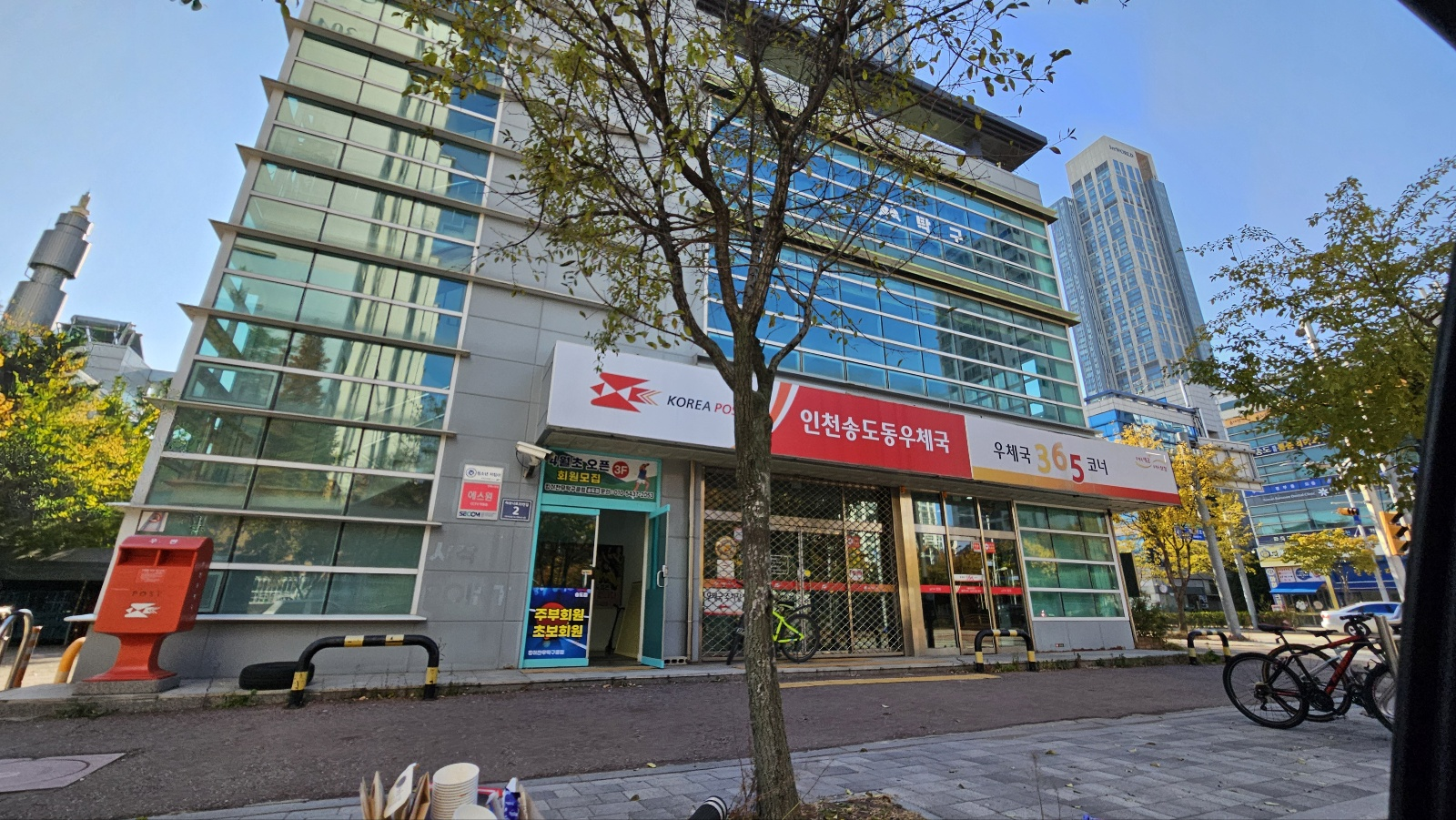
인천송도동 우체국
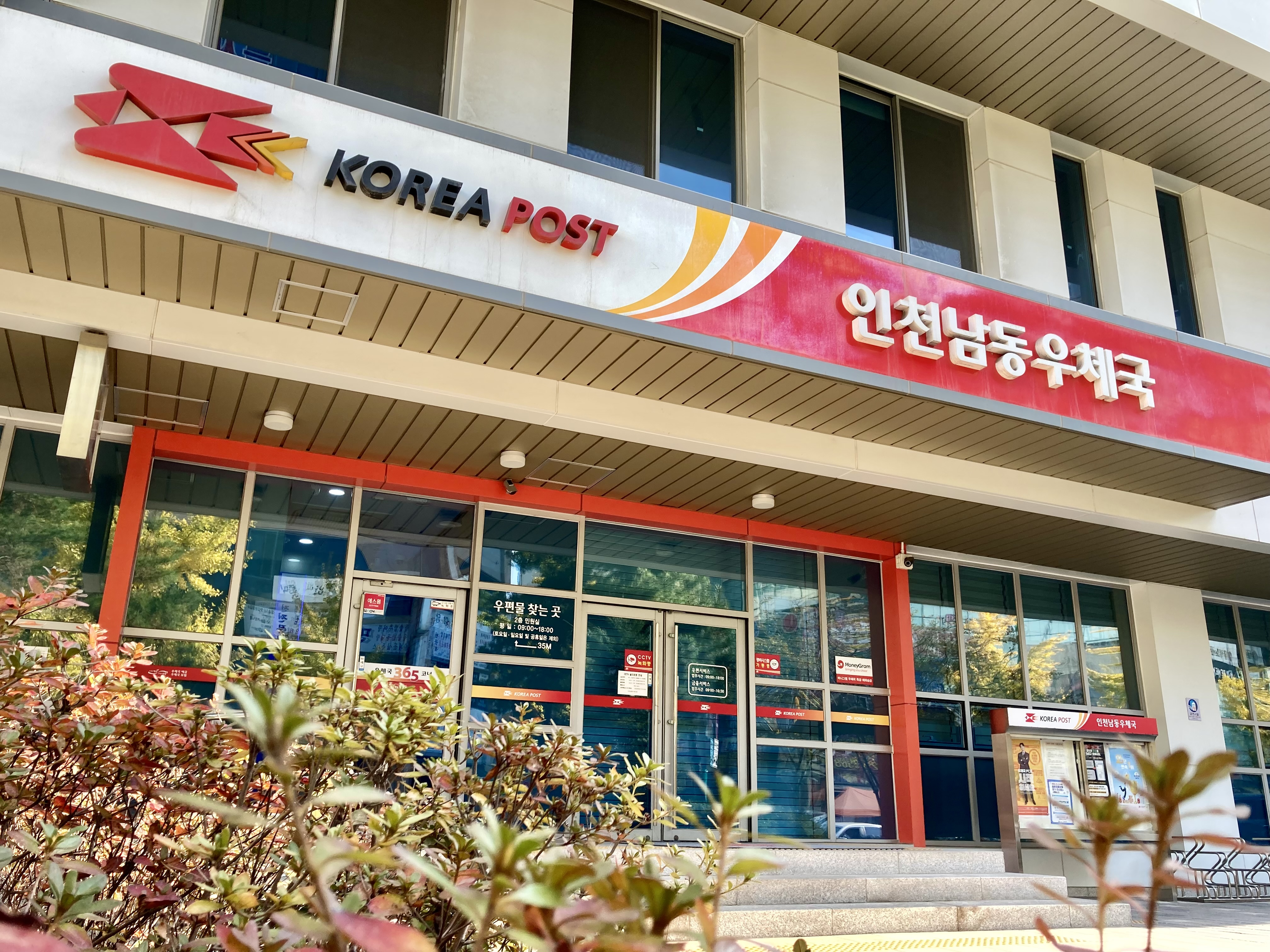
남동우체국
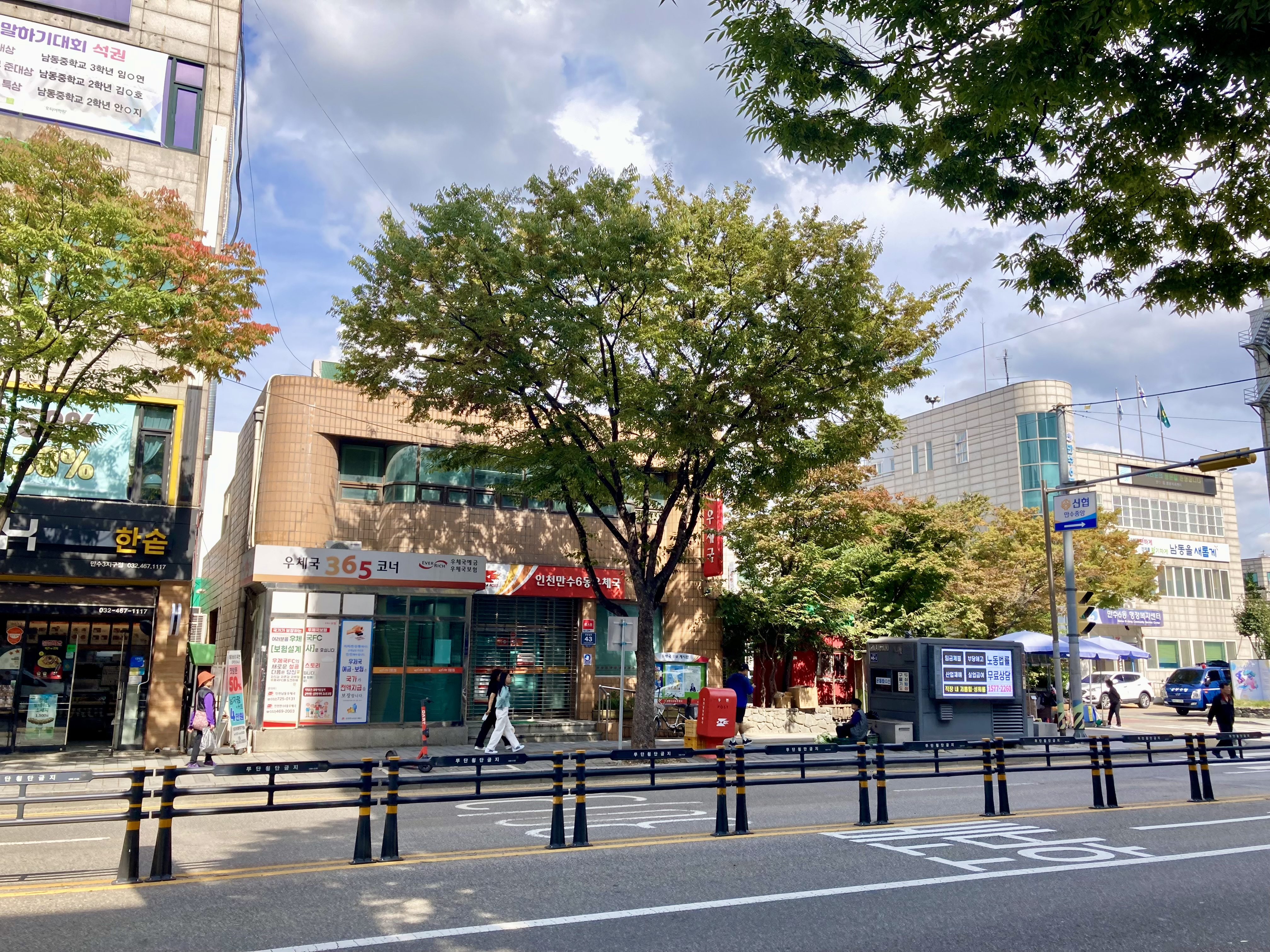
만수6동우체국
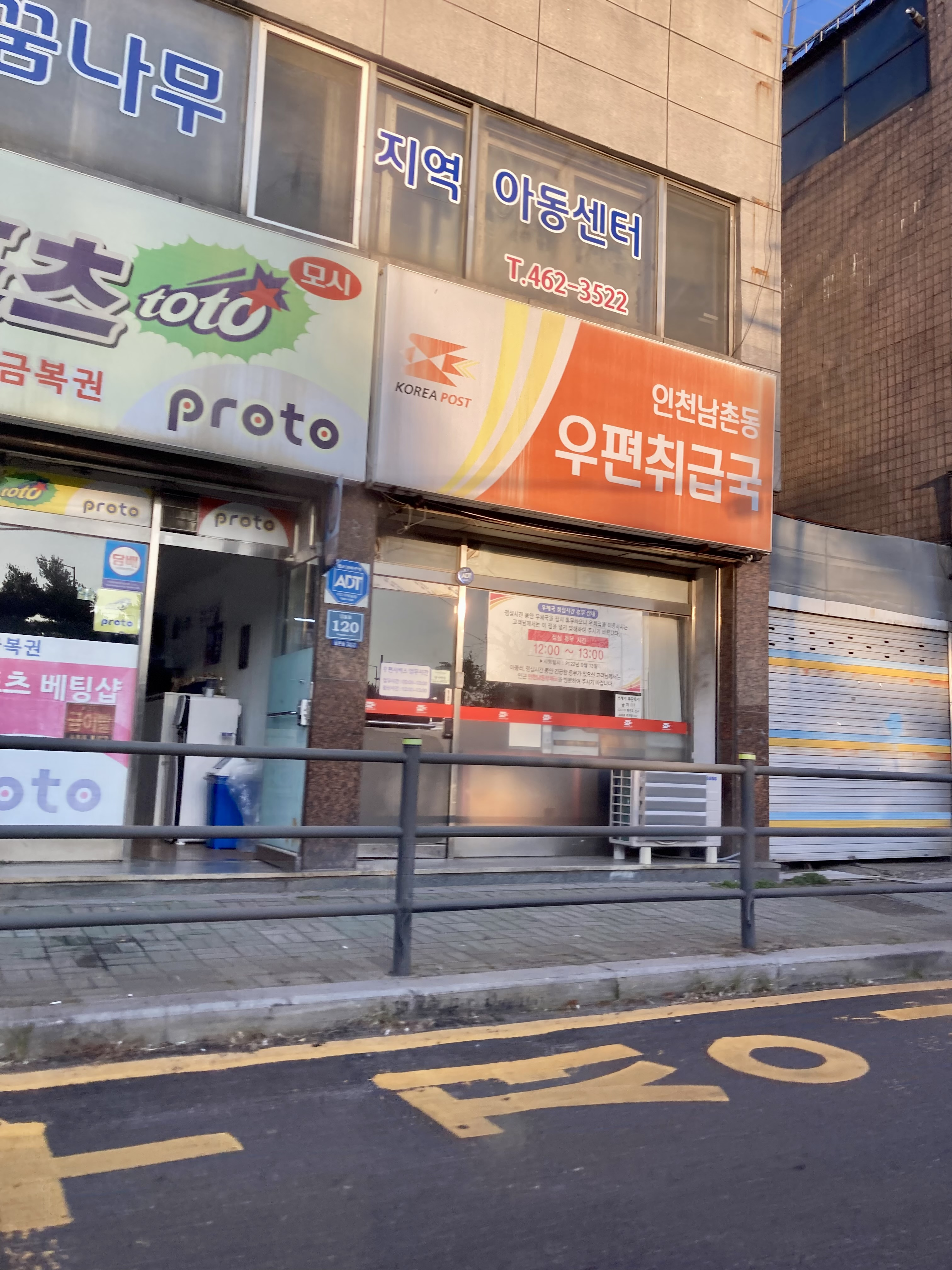
남촌동 우편취급국
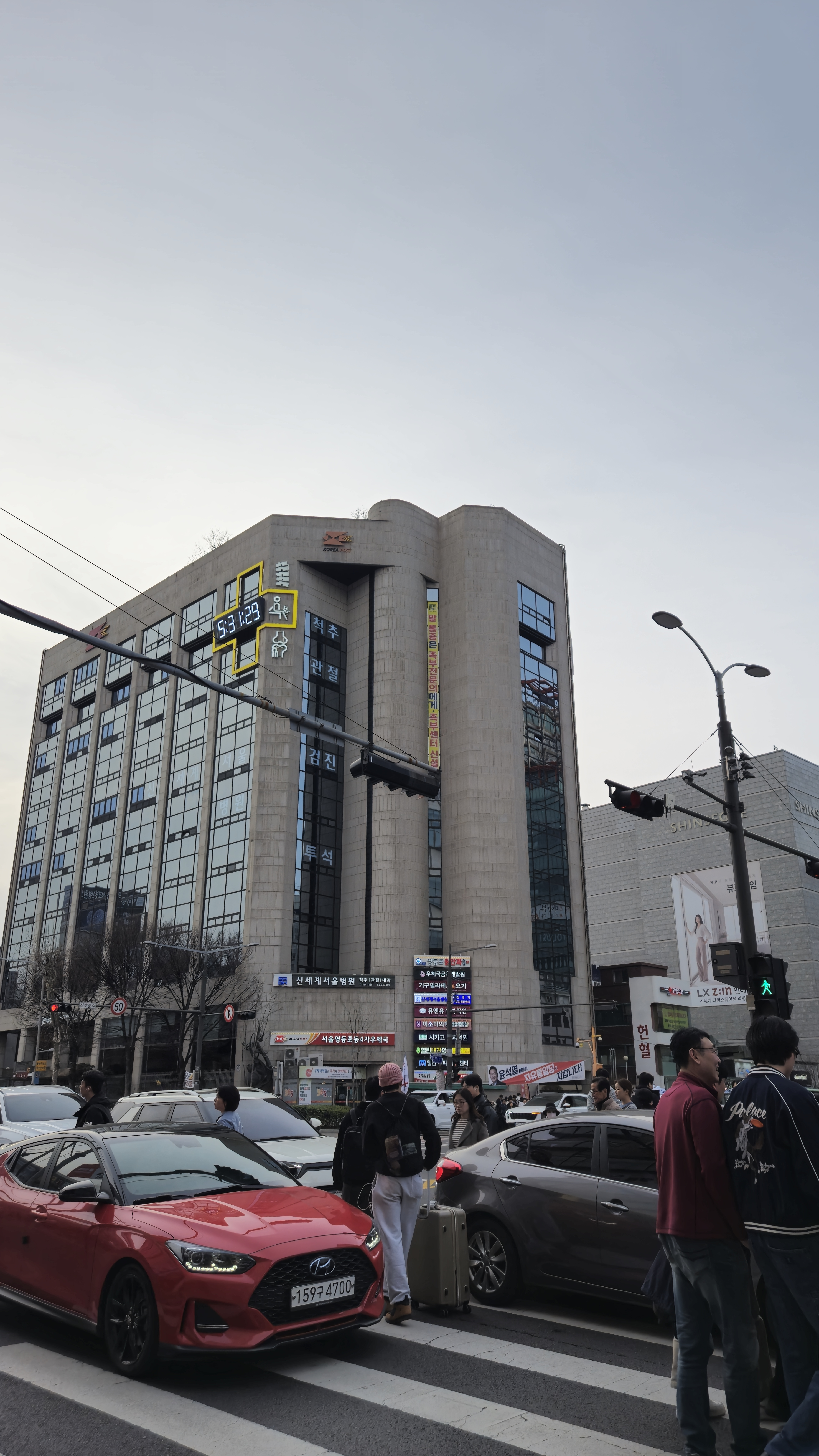
영등포4가 우체국

한국의 우체국 서비스

통상적인 서신 우편발송, 등기발송 업무와 우표판매, 우체국쇼핑, 택배 및 명절선물 등의 다양한 사무업무을 병행한다. 1999년 인터넷 상거래가 대중화 및 보편화되는 시점 이후 인터넷우체국 점포가 개점 하였다. 이외 우체국을 방문하면 받을 수 있는 몇가지 서비스로는 포장대 및 포장 물품 구비 등 편의 시설을 제공한다.

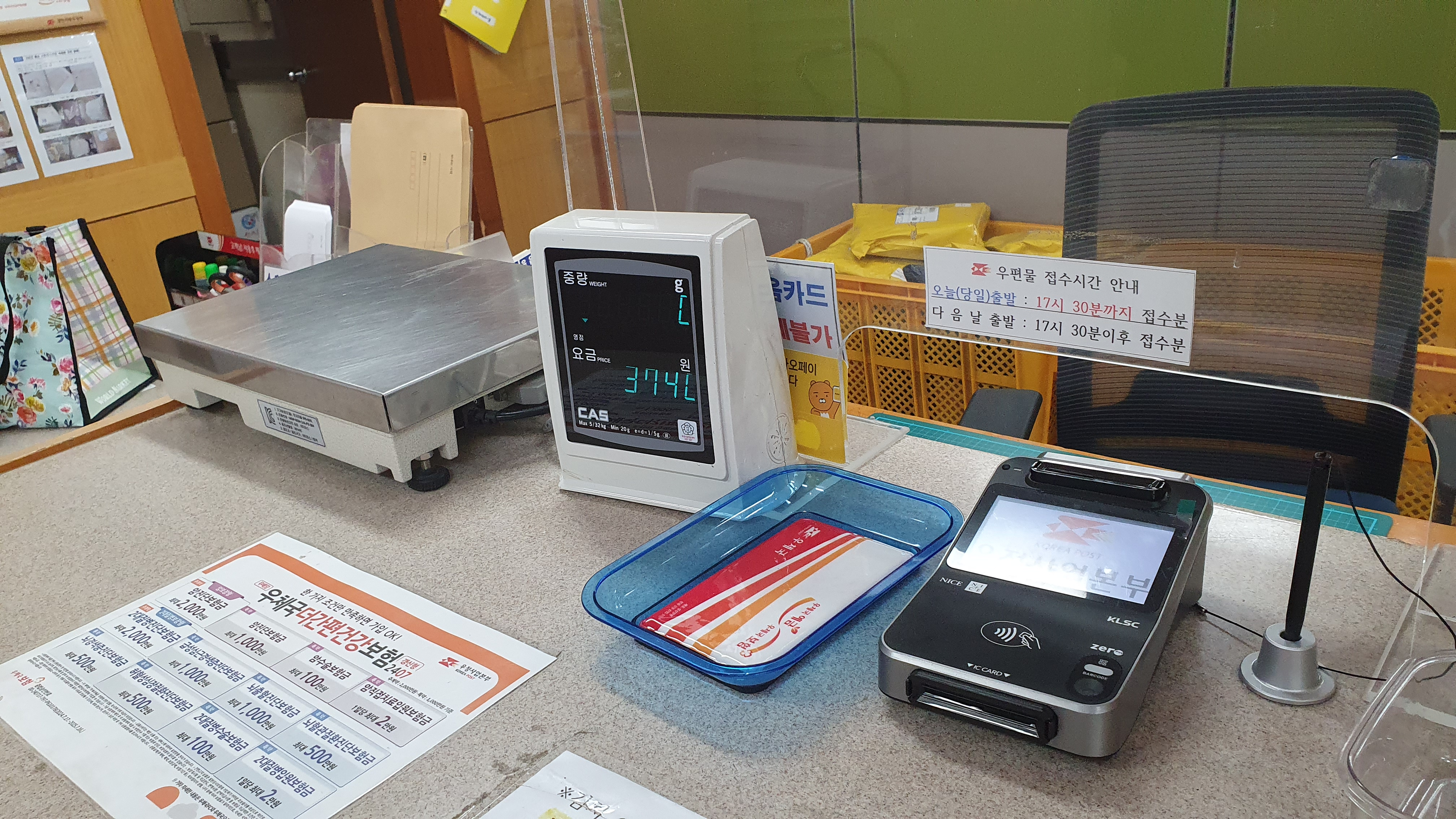
계산대 및 저울(삼성페이 NFC, 신용카드, 일반 현금 결제)
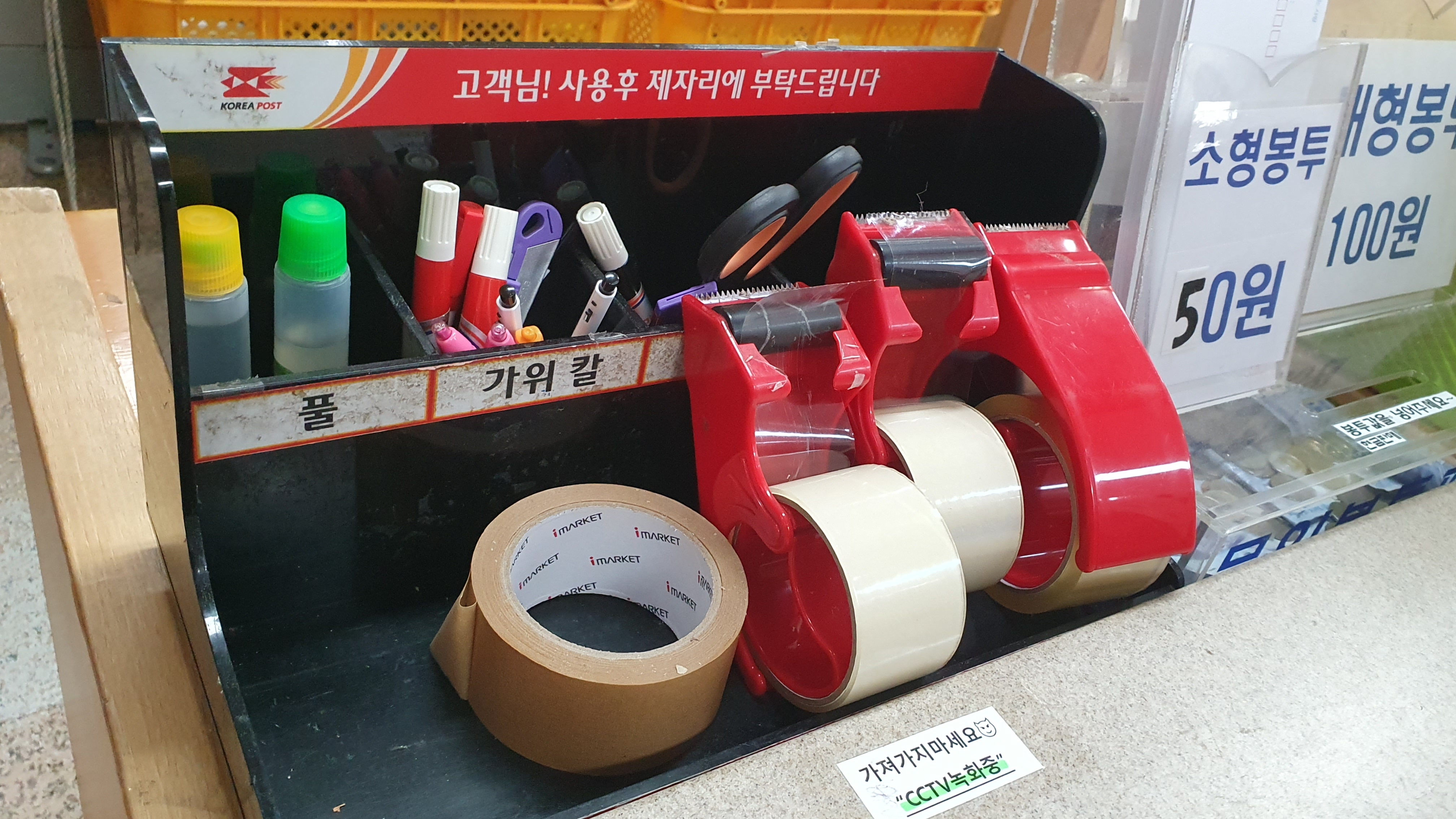
박스포장대(환경을 고려한 종이테이프, 셀로판테이프)
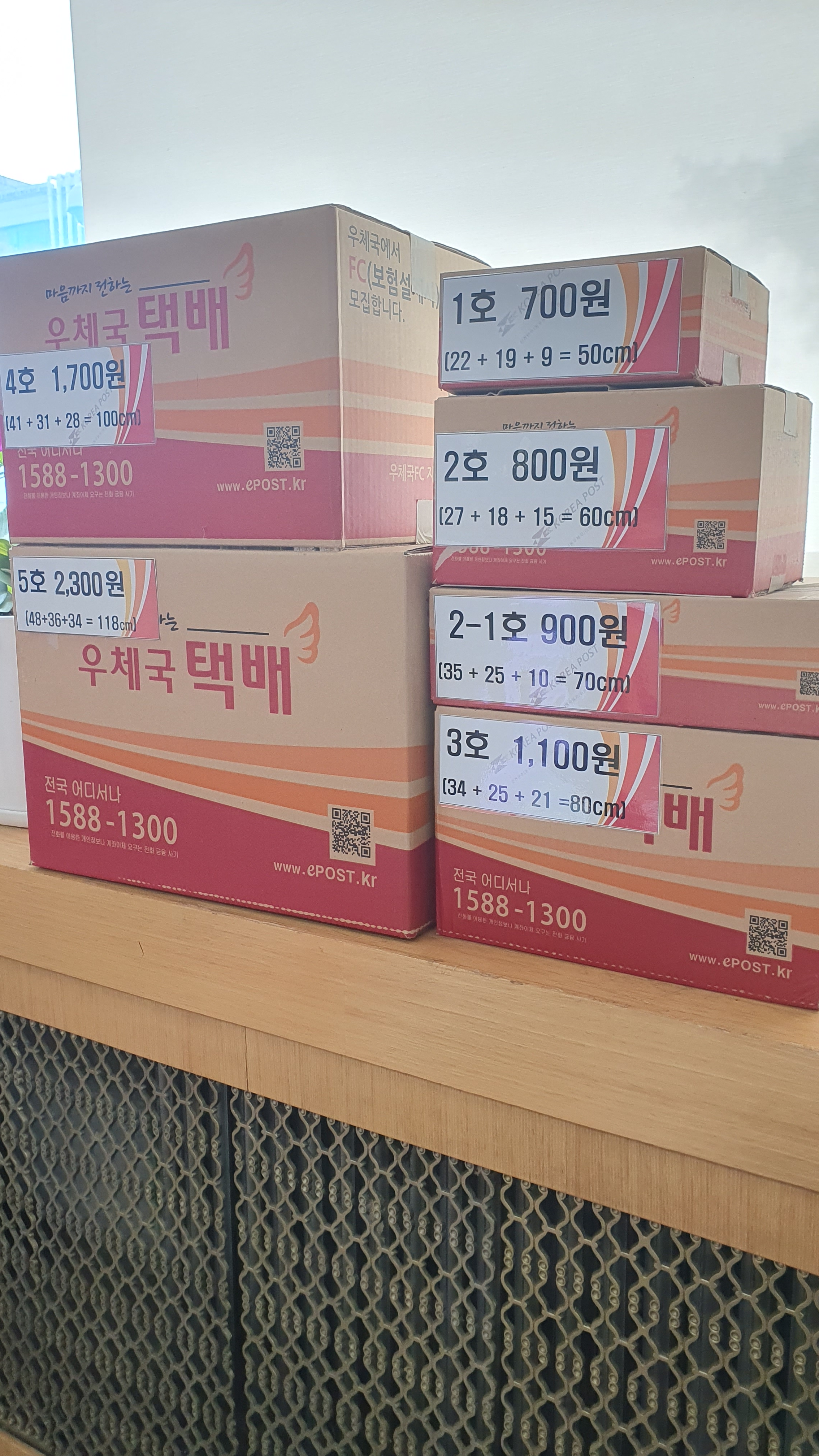
상자(박스)구매(호별로 사이즈가 다름)
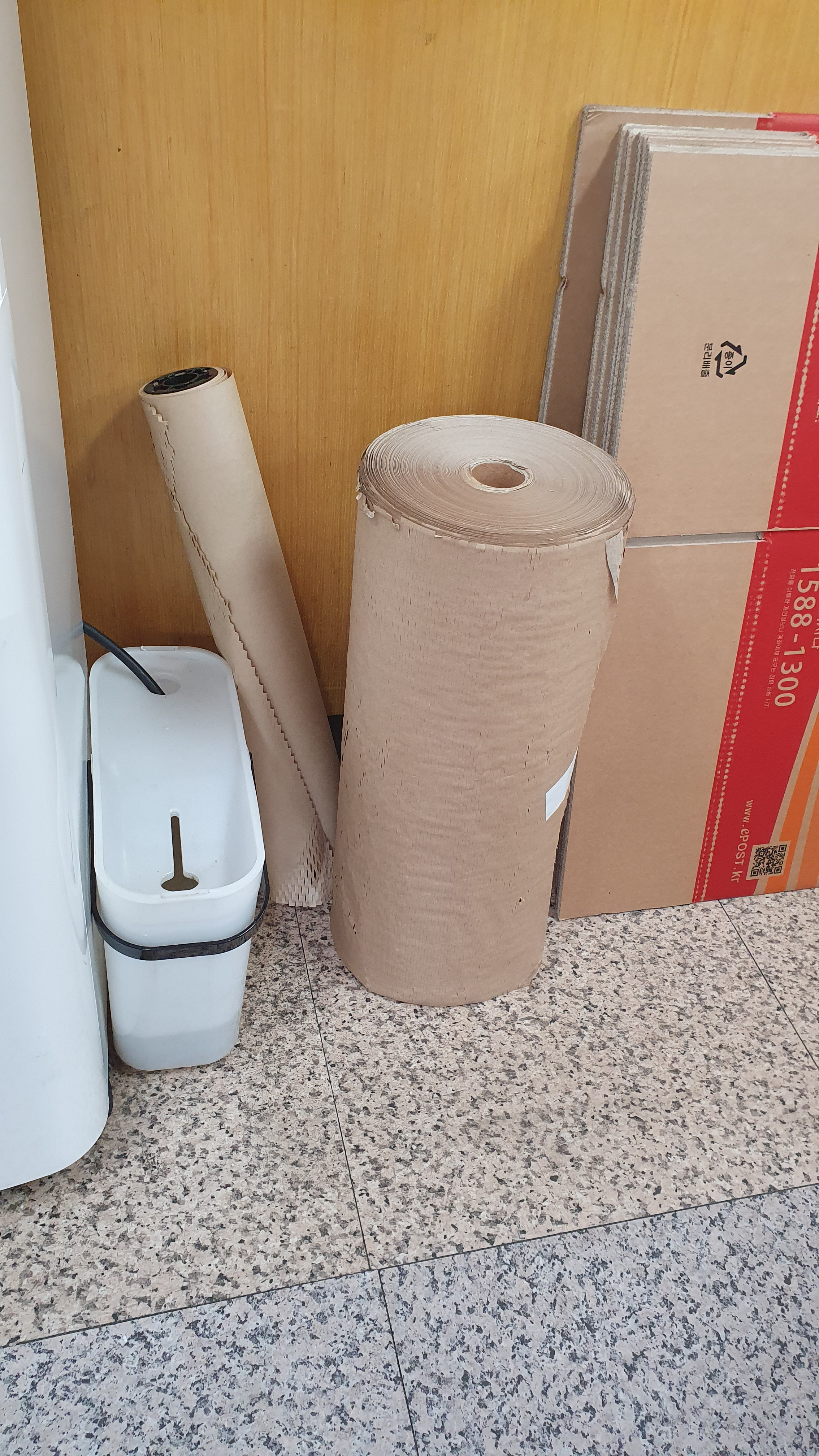
종이안전포장(뽁뽁이)
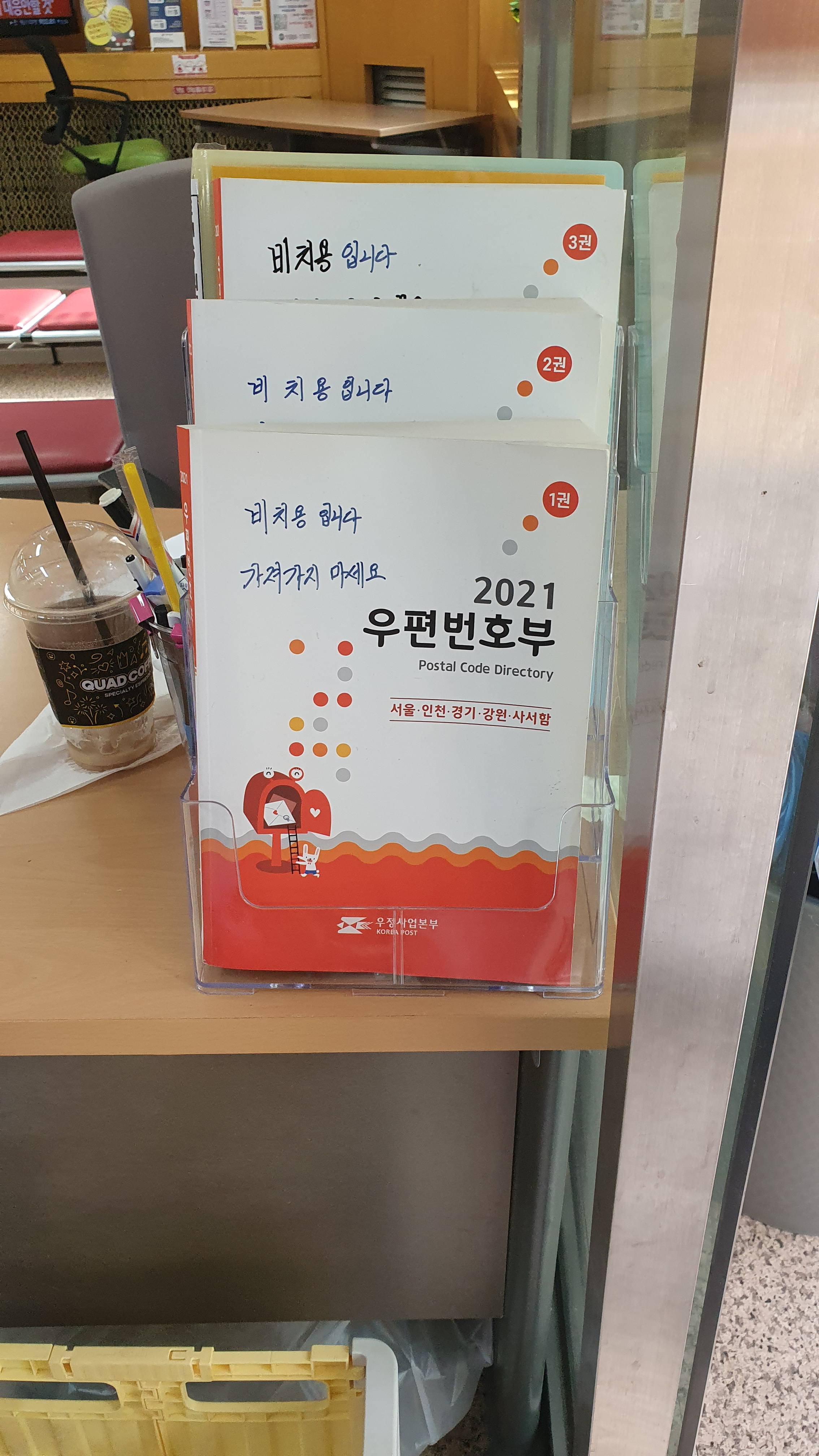
우편번호부(현재는 5자리, 인터넷우체국 또는 도로명주소 사이트 활용)

## 일본의 우체국

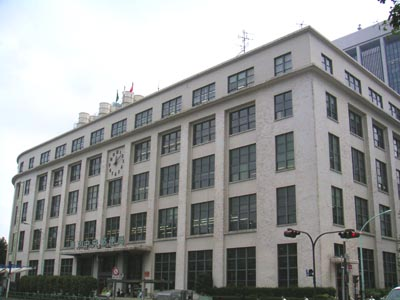
도쿄중앙우편국 전경

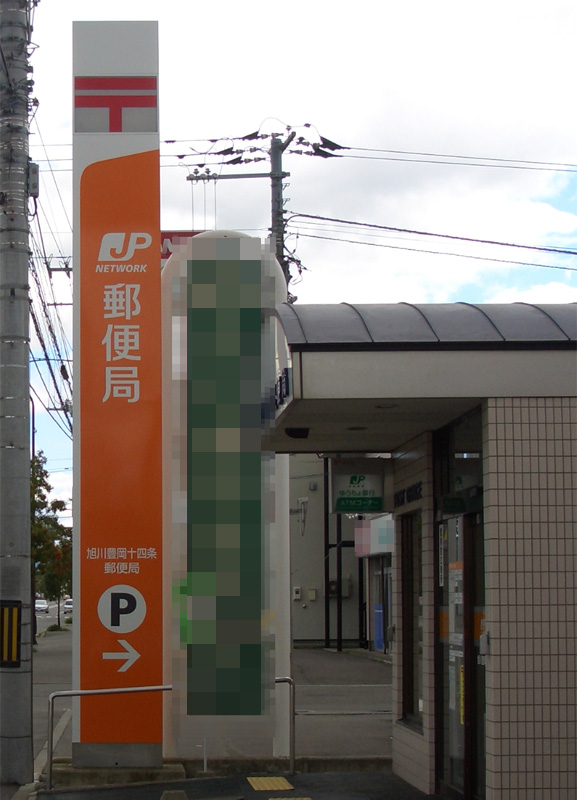

우편국(일본어: 郵便局 유빈쿄쿠[*])은 일본에서 우정 사업과 우편저금, 간이보험을 담당하는 기관이다.

### 변천
체신성과 우정성, 총무성 우정사업청, 일본우정공사를 거쳐 2007년 10월 1일부터는 우편국 주식회사가 관할하고 있다.
우정민영화에 따라 2007년 10월 1일에 일본우정공사가 해산하면서, 지주회사 일본우정주식회사와 우편국 주식회사, 우편사업 주식회사, 우편저금 은행, 간이보험 회사의 4개 사로 분할됨에 따라 사실상 우편국 주식회사가 우편국의 운영을 담당하고 있다. 다만 새로운 법에서는 우편국이 회사의 영업소로, 우편 창구 업무를 행하는 경우는 모두 우체국이라고 규정하고 있다. 또한 우편국 및 우편 창구를 활용하여 지역 주민의 편리 증진에 이바지하는 업무를 운영하는 것을 목적으로 하게 되며, 이러한 업무로 금융업과 생명보험업의 대리를 예시로 규정하고 있다.

### 관할 사무
우편국은 우편 접수와 집배의 거점으로, 간이보험과 우편저금도 취급하고 있다. 보통의 사무는 다음과 같다.
1. 우정사업 : 우표나 엽서류의 판매, 우편물의 집배
2. 우편저금 : 우편저금, 우편대체, 우편환, 국고 및 범칙금의 수납, 국민연금, 복권 판매, 투자신탁 등
3. 간이보험 : 간이보험, 우편연금(지금은 간이보험으로 통합)

모든 우편국은 이상의 업무를 수행하는 것을 원칙으로 하지만, 임시출장소나 자위대 함선에 설치되는 선내우편국 등은 우편 업무만을 수행하는 경우도 있다.

### 분류
우편국은 대개 보통우편국과 특정우편국, 간이우편국으로 나눌 수 있다.

#### 보통우편국
보통우편국(普通郵便局)은 ‘특정우편국장을 장으로 하는 우편국 이외의 우편국’이다. 집배보통국과 무집배보통국, 저금사무센터, 간이보험사무센터, 우정연수소 등으로 나뉜다.
- 도도부현의 현청 소재지에 위치한 중앙우체국은 통괄국이라고 칭한다. 현청 소재지 이외에도 일부 정령지정도시에도 설치되어 있다.
- 집배보통국과 무집배보통국은 단순히 집배 사무의 취급 여부일 뿐, 국의 규모나 성격과는 관련이 없다.

#### 특정우편국
특정우편국(特定郵便局)은 ‘특정우편국장을 장으로 하는 우편국’이다. 대한민국의 별정우체국과 유사한 제도로, 일본의 경우 전 우편국의 약 4분의 3이 특정우편국으로, 매우 높은 비율을 차지하고 있다. 1871년에 일본에 우편제도가 시작되었을 때, 우편제도의 보급을 촉진시키기 위해 도입한 ‘3등우편국’ 제도에서 유래했다.
- 시가지나 주택가에 위치하고 있으며, 숫자는 초등학교와 비슷한 정도이다.
- 특정우체국장은 공모하여 임용하고, 신분은 일반직 국가공무원이다. 과거에는 모집이 비공개로 이루어졌고, 채용도 모호해 세습제라고 비판받았지만, 지금은 모두 공개채용이다. 해당 특정우체국이 폐지된 경우에는 특정우체국장은 그대로 해임된다.

2005년 4월 1일에 폐지된 나라현 가미키타야마촌의 히가시노카와 간이우편국

#### 간이우편국
간이우편국(簡易郵便局)은 우편국 주식회사가 각 지자체나 조합, 개인 등에게 창구 업무를 위탁하고 있는 우체국이다. 일부 업무를 취급하지 않는다. 또한 일반 우체국과는 달리 영업 시간이나 휴일이 다른 경우도 많다.

## 같이 보기
- 대한민국 과학기술정보통신부
- 우정사업본부
- 일본우정공사
- 일본우정